# Poseidonamicus riograndensis
Poseidonamicus riograndensis is een mosselkreeftjessoort uit de familie van de Thaerocytheridae. De wetenschappelijke naam van de soort is voor het eerst geldig gepubliceerd in 1983 door Benson & Peypouquet.